# Trigona dallatorreana
Trigona dallatorreana är en biart som beskrevs av Heinrich Friese 1900. Trigona dallatorreana ingår i släktet Trigona och familjen långtungebin. Inga underarter finns listade i Catalogue of Life.